# Staatsgreep van 18 brumaire

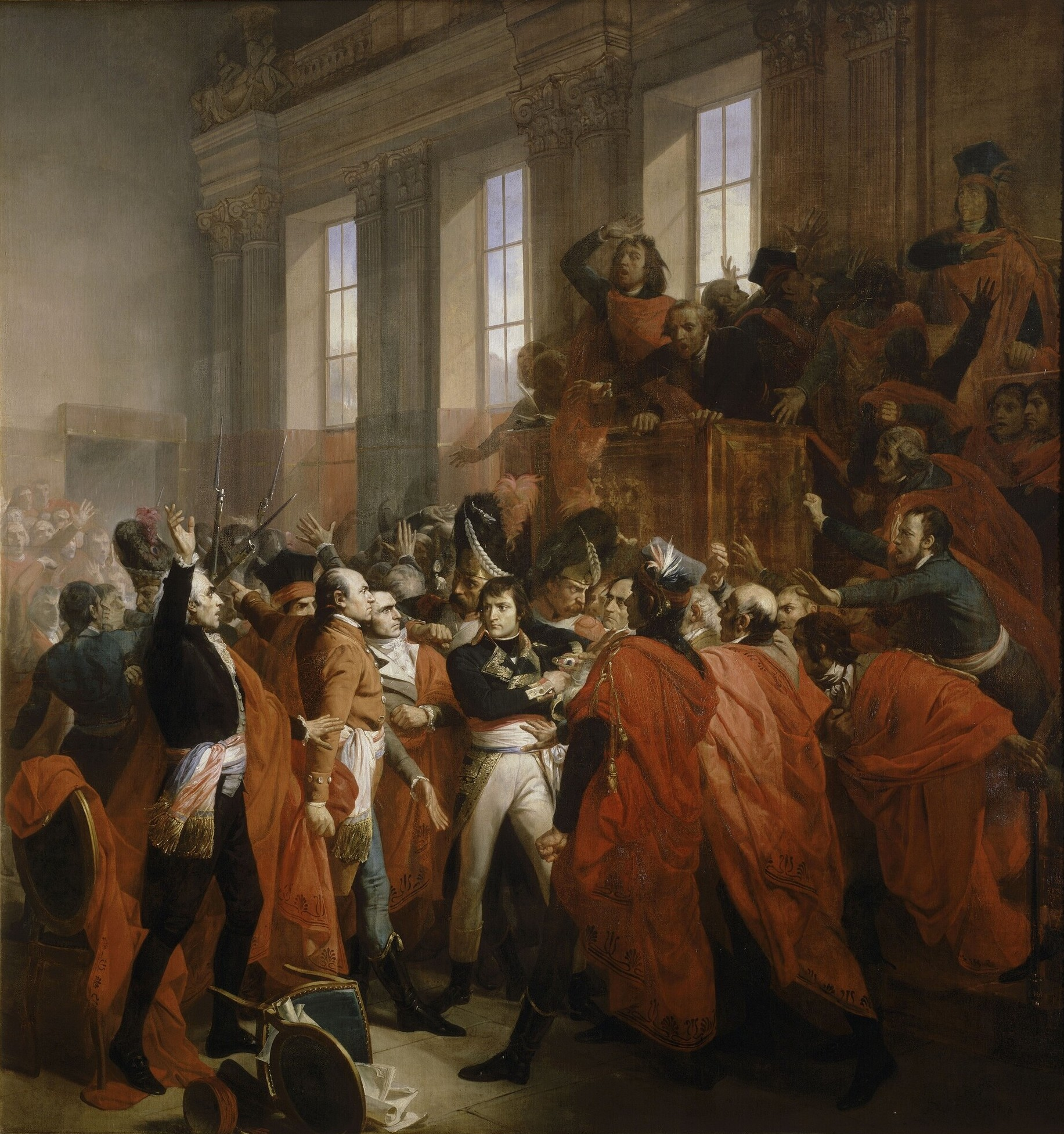
François Bouchot (1840): Generaal Bonaparte in de Raad van Vijfhonderd in Saint-Cloud, 10 november 1799

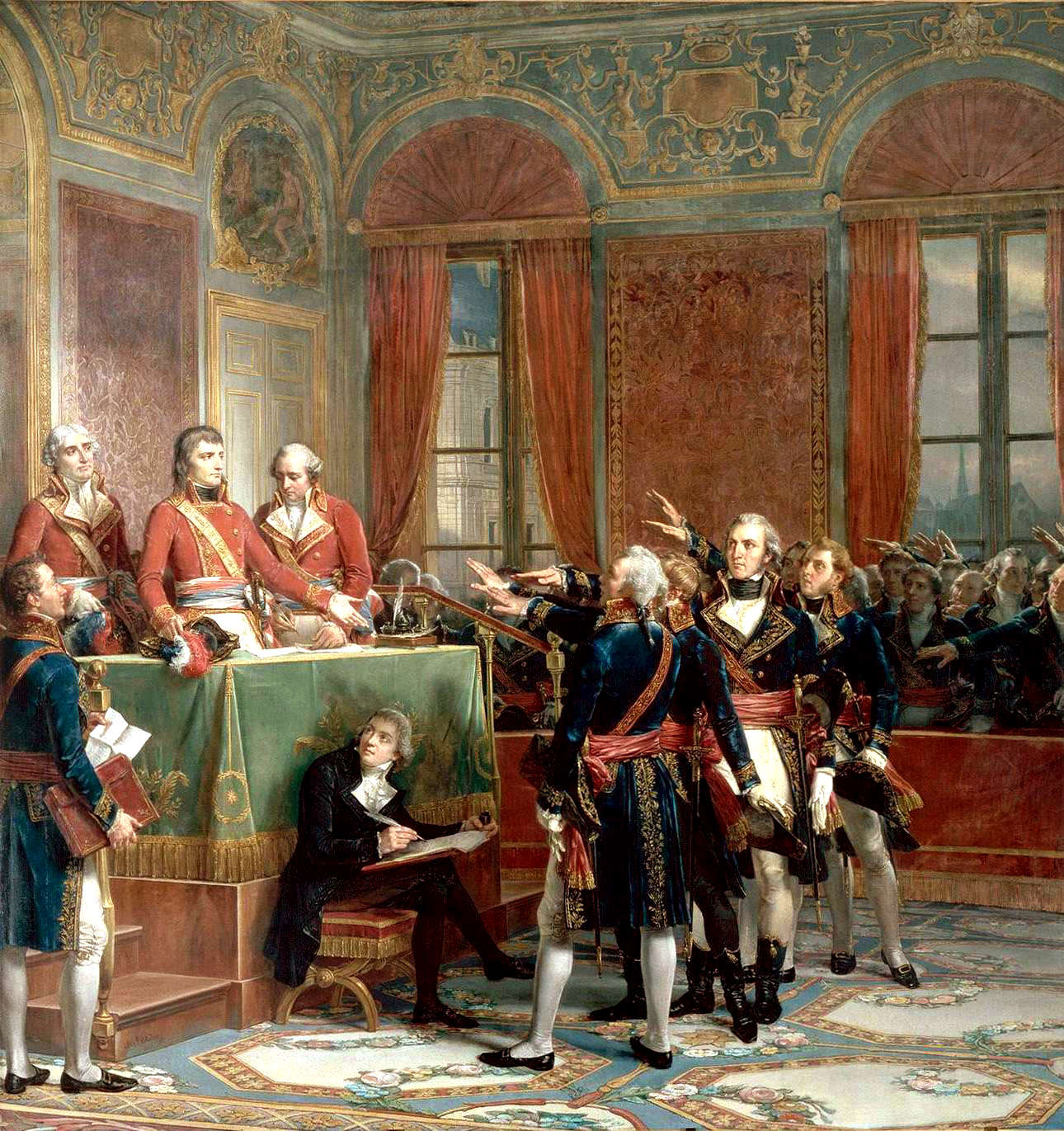
Louis-Charles-Auguste Couder (1856): De nieuwe regering wordt beëdigd op 25 december 1799

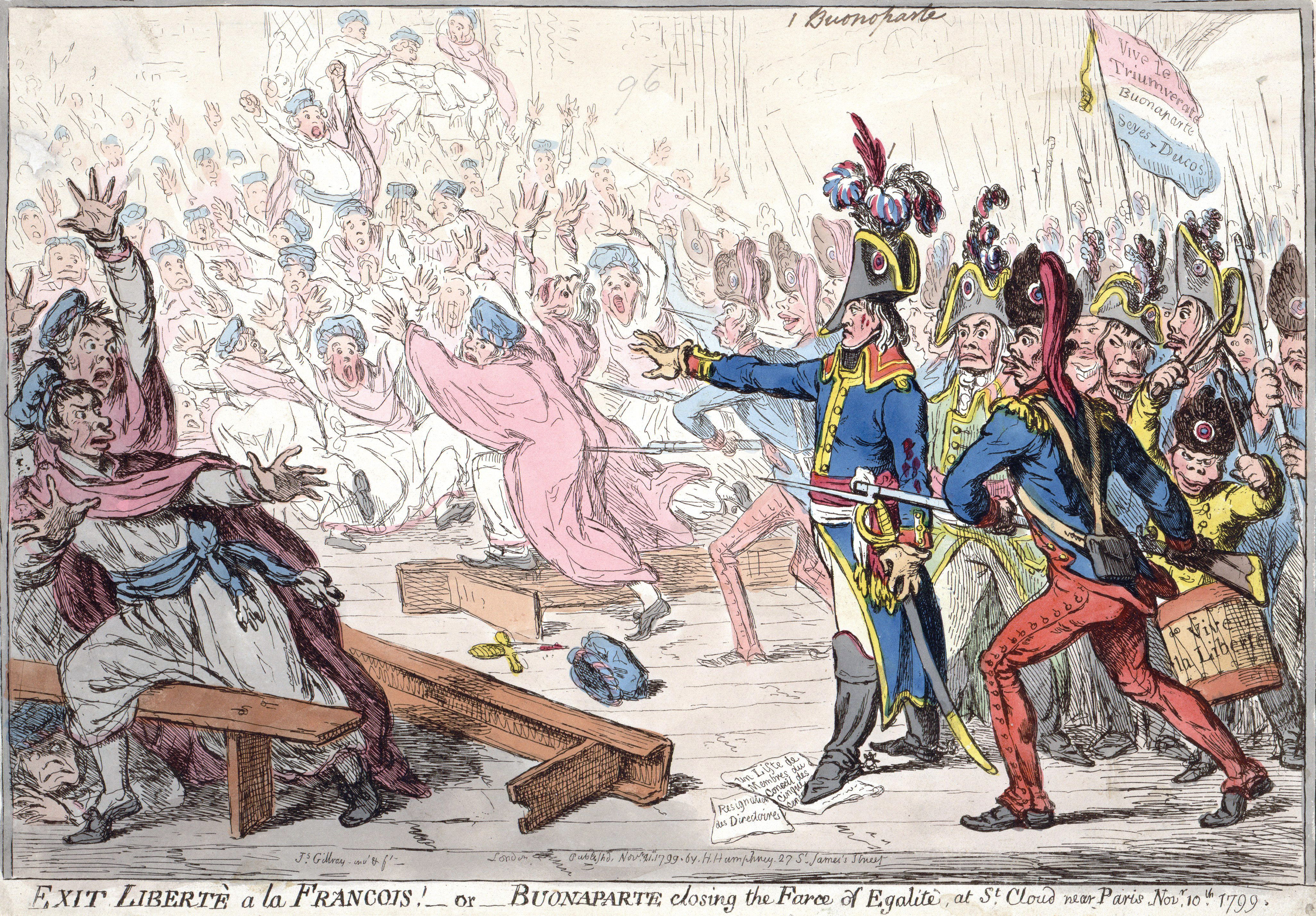
James Gillray (1799): Britse karikatuur van de staatsgreep, getiteld Exit libertè a la Francois! or Buonaparte closing the farce of Egalité, at St. Cloud near Paris Novr. 10th 1799

De Staatsgreep van 18 brumaire was een staatsgreep op 9 november 1799 (gelijk aan de datum 18 brumaire in het jaar VIII in de Franse republikeinse kalender) waarbij Napoleon Bonaparte de macht greep in revolutionair Frankrijk. De staatsgreep wordt vaak gezien als het einde van de Franse Revolutie en het begin van de napoleontische tijd.
Na de staatsgreep verving Bonaparte de Franse regering, het Directoire, door een nieuw soort regering, het Consulaat, een triumviraat van drie consuls, met Bonaparte als eerste consul. Al snel werden alle mogelijke tegenstanders buitenspel gezet en Bonaparte werd benoemd tot levenslang consul. Zijn positie als dictatoriale alleenheerser werd in 1804 verder bevestigd toen hij zichzelf tot keizer der Fransen kroonde.

## Aanloop naar de staatsgreep
In 1799 brak een nieuwe oorlog tegen Frankrijk uit, de Tweede Coalitieoorlog. De oorlog liep slecht voor Frankrijk, dat zich uit zowel Italië als Duitsland moest terugtrekken. Napoleon Bonaparte was in 1798 Egypte binnengevallen. Na de Slag op de Nijl op 1 augustus 1798 hadden de Britten de Middellandse Zee in handen en was Bonaparte met zijn leger van Frankrijk afgesneden. Door de kosten van de oorlog was de republiek bijna failliet.
Het slechte verloop van de oorlog leidde tot grote onrust in Frankrijk, en Emmanuel Joseph Sieyès, een van de vijf leden van het Directoire, begon een staatsgreep voor te bereiden om zo te voorkomen dat de radicale jakobijnen weer de macht zouden grijpen. Sieyès had een sterke man nodig die zijn staatsgreep met militaire macht zou kunnen ondersteunen, en benaderde hiervoor de enorm populaire generaal Bonaparte. Die had gehoord dat een staatsgreep ophanden was, en was op 23 augustus uit Egypte weggeglipt en in oktober in Parijs teruggekeerd.
In het complot zaten, naast Sieyès en Napoleon Bonaparte, ook Bonapartes broers Lucien (voorzitter van de Raad van Vijfhonderd, het lagerhuis van het parlement) en Jozef, Jean-Jacques-Régis de Cambacérès, Charles-François Lebrun en Talleyrand, de Franse minister voor buitenlandse zaken. Het plan was om de troepen rond Parijs te gebruiken om het Directoire tot aftreden te dwingen en daarna een parlementaire commissie in te stellen om een nieuwe grondwet op te stellen.

## 18 brumaire
Op de ochtend van 9 november (18 brumaire) werd in de Raad van Ouden (het hogerhuis van het parlement) door enkele afgevaardigden, die de staatsgreep steunden, het gerucht verspreid dat een jakobijnse staatsgreep ophanden was. De Raad besloot hierop om tijdelijk te verhuizen naar Saint-Cloud, ten westen van Parijs. Bonaparte kreeg de opdracht de Raad te beschermen.
Hierna trad Sieyés af en werden twee andere leden van het Directoire, Roger Ducos en Paul Barras, tot aftreden gedwongen. De laatste twee leden van het Directoire, de jakobijnen Louis-Jérôme Gohier en Jean-François-Auguste Moulin, weigerden echter af te treden. Moulin vluchtte en Gohier werd gevangengenomen.

## 19 brumaire
De volgende dag werd het voor de meeste leden van het parlement duidelijk dat het om een staatsgreep ging en niet, zoals was beweerd, om een poging om een jakobijnse staatsgreep te voorkomen. In de Raad der Ouden werd Bonaparte vijandig onthaald, waarop hij zich terugtrok naar de Oranjerie van Saint-Cloud, waar de Raad van Vijfhonderd zitting hield.
In de Raad van Vijfhonderd was zijn ontvangst nog vijandiger. Uitgebreid historisch onderzoek, gedaan in het begin van de 20e eeuw, toont aan, dat er vele fabels zijn ontstaan omtrent deze gebeurtenis. Men vermoedt dat enige mythologisering Napoleon Bonaparte goed zou uitkomen. Zo is bijvoorbeeld het verhaal over de bedreiging van Napoleon met dolken en de zogenaamde ontzetting van Napoleon door twee grenadiers volledig uit de duim gezogen, zoals we weten dankzij het vorsingswerk van Aulard. Een motie werd ingediend om Napoleon Bonaparte vogelvrij te verklaren.
De Raad der Ouden nam een motie aan om het parlement voor drie maanden op te schorten, Bonaparte, Sieyès en Ducos tot voorlopige consuls te benoemen, en een wetgevende commissie in te stellen. Hiermee eindigde het Directoire, en daarmee de Franse Revolutie.

## De staatsgreep binnen de staatsgreep
Voor Napoleon Bonaparte volstond het echter niet om de rol van sterke man in de staatsgreep te spelen. Hij zag zijn kans schoon om de staatsgreep te gebruiken om de andere samenzweerders buitenspel te zetten en zelf de macht te grijpen.
Sieyès was oorspronkelijk van plan een soort president als staatshoofd aan te stellen, een functie die hij voor zichzelf in gedachten had. Bonaparte wees dit idee echter resoluut van de hand en dwong een ander soort regering af, het Consulaat, met drie consuls (voor tien jaar benoemd) aan het hoofd van de regering. De eerste consul zou de binnenlandse gebieden besturen, de tweede consul zou de veroverde buitenlandse gebieden onder zijn hoede nemen, en de derde consul zou als een soort ambassadeur optreden. Op 24 december werd een nieuwe grondwet aangenomen, die het Consulaat vestigde in een vorm die Napoleon de feitelijke alleenheerschappij gaf.
Door zijn militaire macht en enorme populariteit kon Napoleon Sieyès passeren en zichzelf naar voren schuiven als eerste consul, met louter adviserende bijstand van tweede consul Jean-Jacques-Régis de Cambacérès en derde consul Charles-François Lebrun. Op 7 februari 1800 keurde het Franse volk via een referendum met 99,9% van de stemmen de nieuwe grondwet goed.

## Nasleep

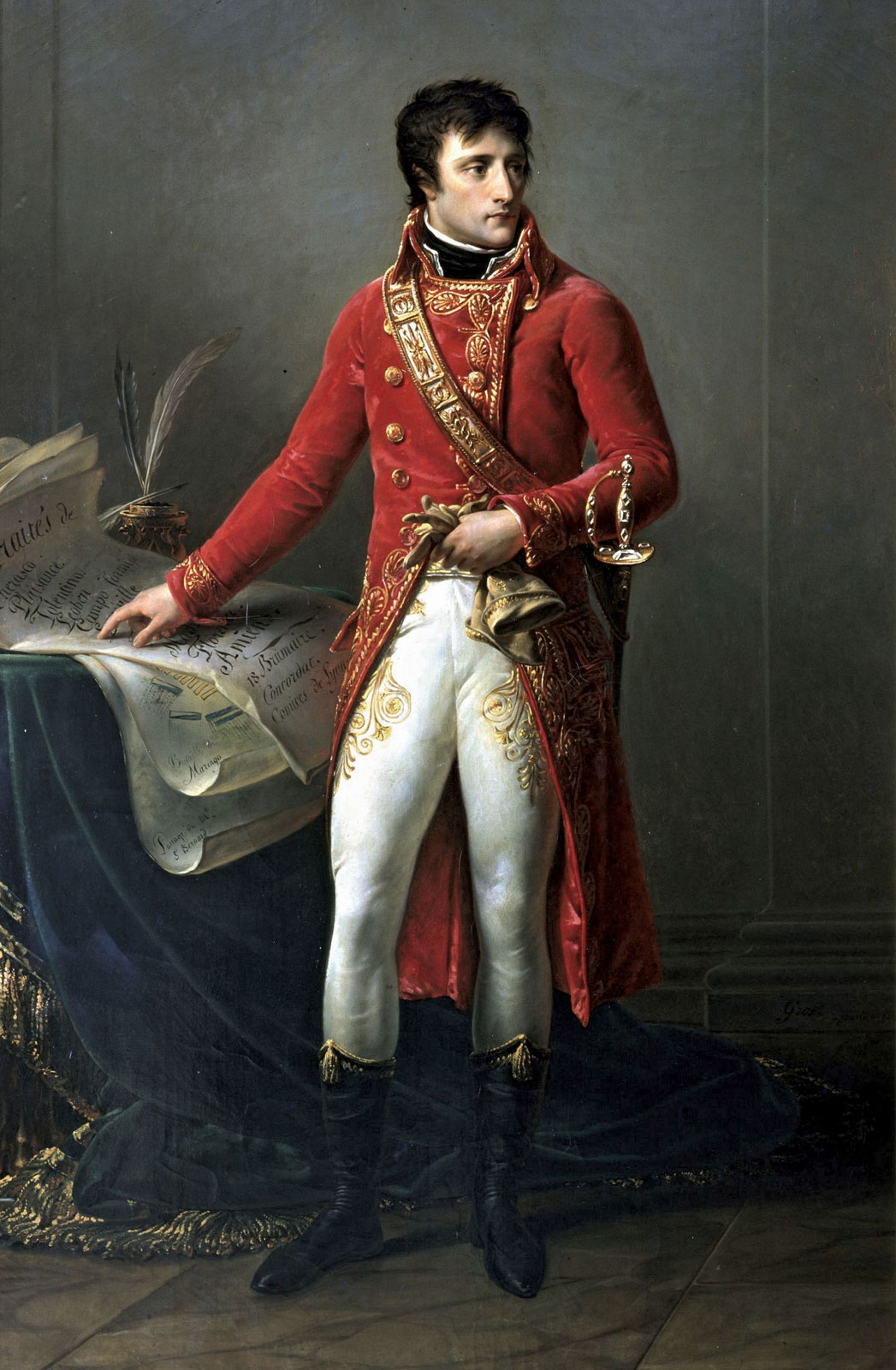
Antoine-Jean Gros (1802): Napoleon als eerste consul

In de daaropvolgende jaren schakelde Bonaparte zijn tegenstanders een na een uit en trok alle macht naar zich toe. Na een mislukte aanslag op zijn leven op 24 december 1800, gepleegd door royalisten, gaf Bonaparte de schuld aan de jakobijnen en deporteerde 130 prominente jakobijnen naar Guyana. Ook ontnam hij het parlement alle wetgevende macht, behalve de senaat, die door Bonaparte zelf werd benoemd.
Met het Concordaat van 15 juli 1801 sloot hij vrede met de paus en nam zo de monarchisten de wind uit de zeilen. Na de Vrede van Amiens met Groot-Brittannië in 1802 drukte hij een nieuwe grondwet door waarbij hij tot consul voor het leven werd benoemd. De meest republikeinse troepen werden in 1803 naar Haïti gestuurd.
In 1804 werd een monarchistisch complot (geleid door onder meer Moreau en Pichegru) ontmaskerd. De Hertog van Enghien, een lid van het Huis Bourbon, werd ontvoerd uit de stad Baden en na een schijnproces geëxecuteerd.
Bonaparte had nu alle macht en regeerde als dictator. De weg was vrij voor een eigen dynastie en hij liet zich door de senaat tot keizer uitroepen op 18 mei 1804. Op 2 december van dat jaar kroonde hij zichzelf tot keizer in de Notre-Dame in Parijs, als Napoleon I, Keizer der Fransen.
In 1852 schreef Karl Marx een boek getiteld Der achzehnte Brumaire des Louis Bonaparte ("De 18 brumaire van Louis Bonaparte"). Hierin vergeleek Marx de staatsgreep van Louis Bonaparte (Napoleon III) op 2 december 1851 met die van diens oom Napoleon Bonaparte op 9 november 1799.
- Gemeinsame Normdatei: 4472131-6
- Library of Congress Control Number: sh97007356
- Nationale Bibliotheek van Israël: 987007546964705171